# Axel Brüel
 Der er for få eller ingen kildehenvisninger i denne artikel, hvilket er et problem. Du kan hjælpe ved at angive troværdige kilder til de påstande, som fremføres i artiklen.

Axel Brüel (født 30. marts 1900, død 2. november 1977) var en dansk keramiker og musiker. 
Havde sammen med sin kone Lis Brüel keramisk værksted i Hillerød, først på Grønne Tofte, siden på Pottemagerbakken.
Som keramiker arbejdede han bl.a. for Porcelænsfabriken Danmark, hvor han bl.a. i 1957 designede stellet Thermodan.
Han er kendt for at have skrevet melodien til Rapanden Rasmus, han er far til Max Brüel og Charlotte Brüel.